# Katholieke Kerk in Europa

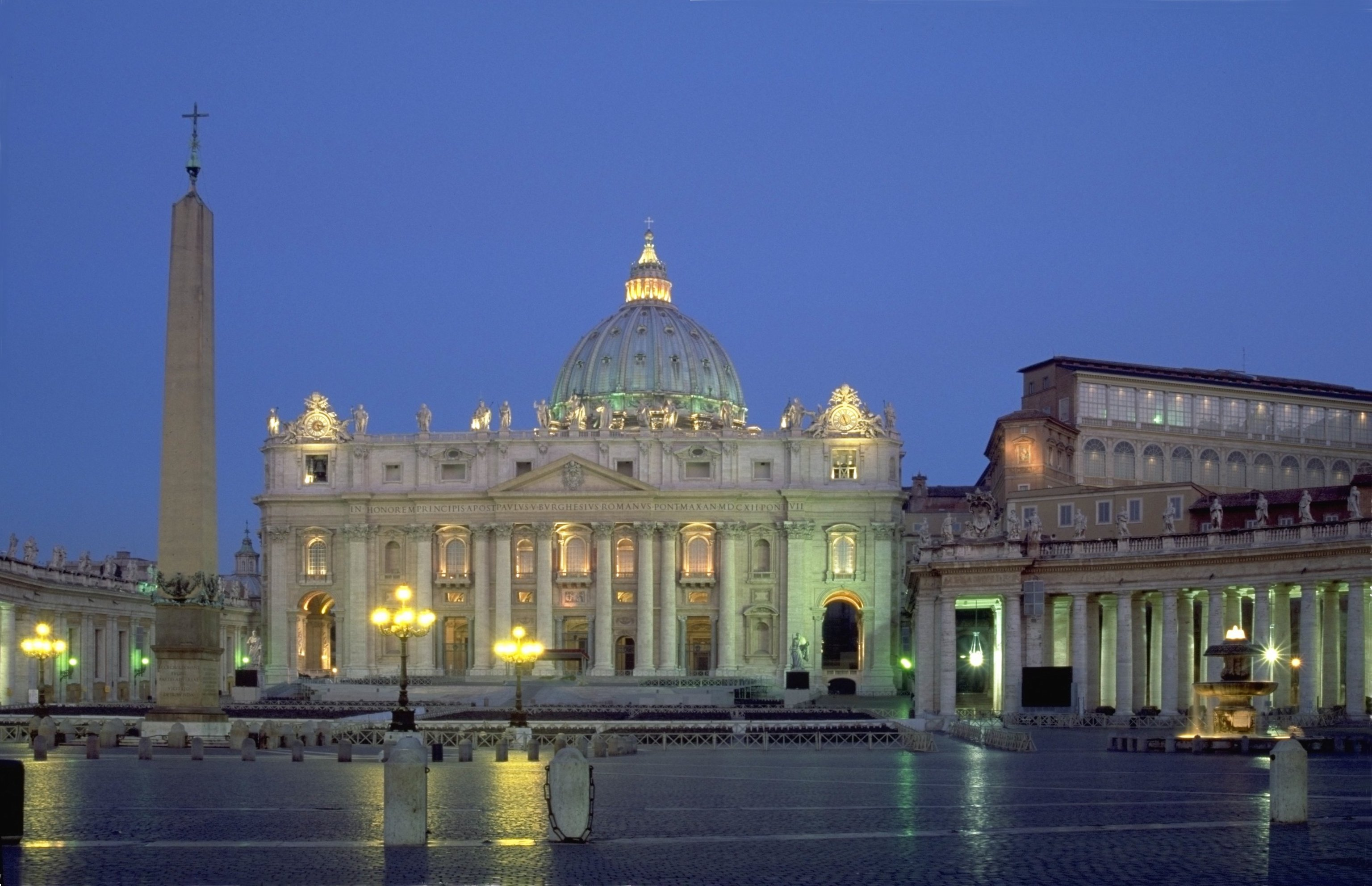
Sint-Pietersbasiliek in Rome, waar volgens de overlevering de apostel en eerste paus, Petrus, gekruisigd en begraven werd.

De Katholieke Kerk in Europa is het onderdeel van de Katholieke Kerk in de verschillende landen van Europa.
In 2005 waren ongeveer 280.000.000 (40%) van de 700.000.000 inwoners van Europa katholiek. Dit is ongeveer een kwart van de wereldwijde katholieke bevolking in 2005 van 1.070.000.000. Tussen 1905 en 2005 is het aandeel katholieken in de bevolking van Europa met 4% teruggelopen. Tussen 2000 en 2008 nam het aantal katholieken op dit continent met 1,17% toe, tegenover 11,54% wereldwijd. Hiermee is Europa het continent met de laagste toename van katholieken. Tegelijk is het aantal priesters in deze periode met 3,04% teruggelopen tot 135.159 in 2008. Europa is het enige continent met een teruglopend aantal rooms-katholieke priesters.
De paus, die spiritueel leider van de wereldwijde Katholieke Kerk is, is ook het staatshoofd van Vaticaanstad en bisschop van Rome.
De Europese bisschoppenconferenties zijn verenigd in de Raad van Europese Bisschoppenconferenties (CCEE). President van de CCEE is de Hongaarse kardinaal Péter Erdő. In 1980 werd de Commissie van Bisschoppen van de Europese Gemeenschap (COMECE) opgericht met als doel een directere band te creëren tussen de Katholieke Kerk en de Europese Gemeenschap. De commissie staat sinds 2012 onder voorzitterschap van de Duitse kardinaal Reinhard Marx.